# Alkoholfrei

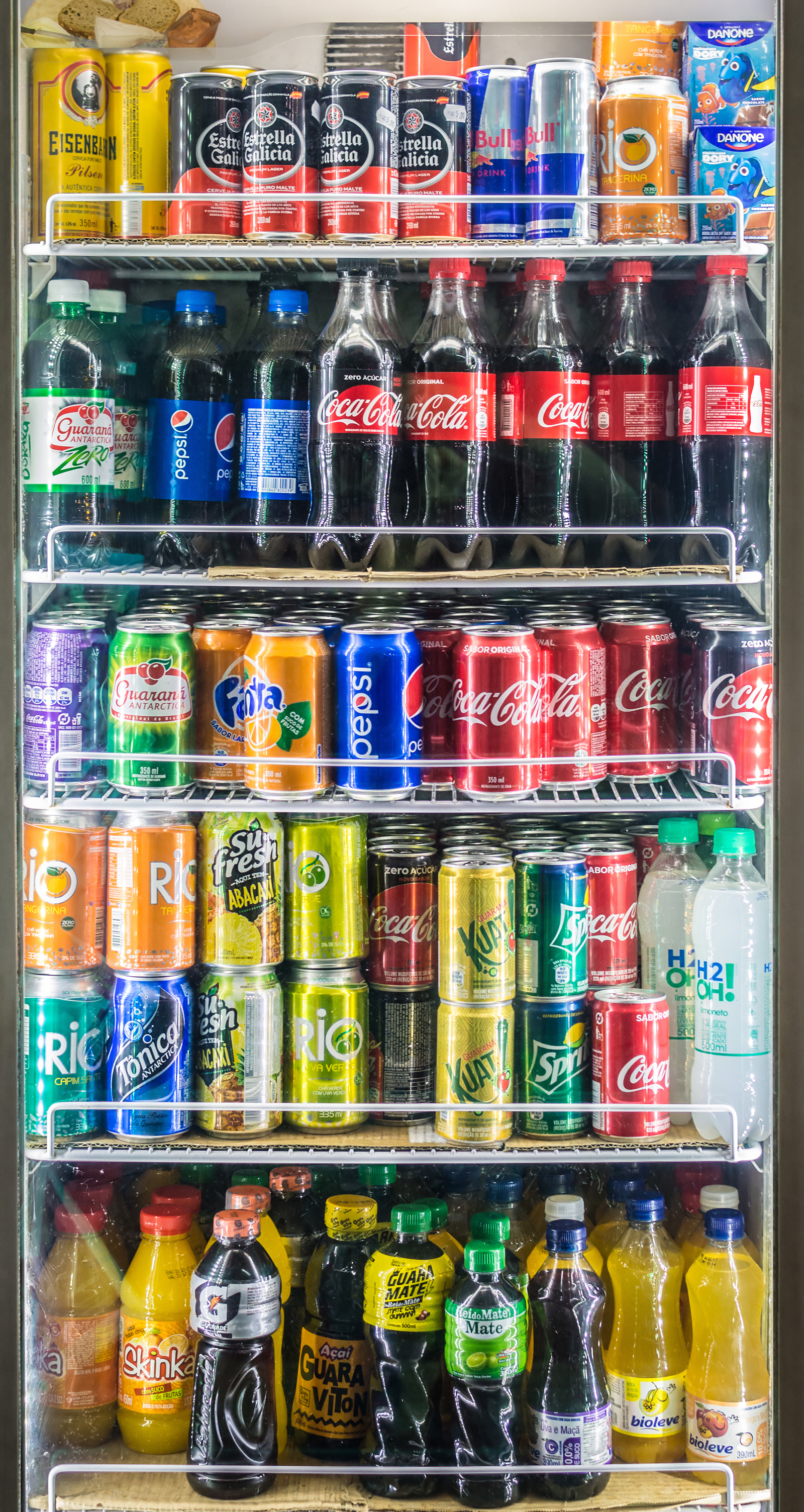
Regal mit erfrischenden alkoholfreien Getränken

Als alkoholfrei (auch analkoholisch) werden Getränke und Speisen bezeichnet, die keinen Alkohol enthalten, sowie Getränke, deren Alkoholgehalt als gering angesehen wird. Als alkoholfrei dürfen nach deutschem, österreichischem und Schweizer Lebensmittelrecht Getränke bezeichnet werden, die maximal 0,5 Volumenprozent Alkohol enthalten. Eine Kennzeichnung des Alkoholgehaltes ist nach der europäischen Lebensmittel-Informationsverordnung erst ab 1,2 % vol erforderlich.
Die Bezeichnung „ohne Alkohol“ darf ein Lebensmittel nur tragen, wenn der Alkoholgehalt 0,0 % beträgt, für Weine ist dies technologisch bedingt nie der Fall. Bei anderen Produkten, die aus Früchten bestehen oder Früchte enthalten, ist dies allerdings auch fast nie der Fall. Fruchtsäfte können beispielsweise bis zu 1 % vol durch natürliche Gärung enthalten.

## Geschichte des alkoholfreien Biers
Bevor einige Brauereien sich bei der Herstellung eines alkoholfreien Bieres mit der Umkehrosmose beschäftigten, waren es einige Betriebe, die federführend in der Schweiz und auch in Deutschland (z. B. „Hümmerbräu“ in Dingolshausen) alkoholfreies Bier durch einen Vergärungsstopp herstellten. Etwa kurz vor Erreichung eines Alkoholgehaltes von 0,5 % vol wurde die Gärung unterbrochen. In der DDR hieß das alkoholfreie Bier Aubi.
Das hatte geschmackliche Nachteile des Bieres zur Folge, die z. B. durch natürliche Aromen aus thermisch aufbereiteter, also aus gekochter oder bis 80 °C erwärmter Hefe, etwas aufgebessert werden konnten; teilweise wurden auch in Alkohol gelöste Aromen verwendet.
In den Jahren 2006 und 2007 erschienen erste Biere mit 0,0 % Alkohol am Markt.
Alkoholfreie Biere sind häufig durch ein blaues Etikett gekennzeichnet.

## Straßenverkehr
Alkoholfreie Getränke haben keine Auswirkungen auf die Fahrtüchtigkeit. Nach einer Untersuchung aus dem Jahre 1983 müsste ein 75 kg schwerer Mann innerhalb einer Stunde zwölf Liter alkoholfreies Bier zu sich nehmen, um auf eine Blutalkoholkonzentration von 0,8 ‰ zu kommen, was praktisch unmöglich ist. In einer Versuchsreihe, die für diese Untersuchung durchgeführt wurde, betrug die Blutalkoholkonzentration aller Probanden nach der Aufnahme von 1,5 Litern alkoholfreien Bieres mit einem Alkoholgehalt von 0,44 Vol.-% innerhalb einer Stunde 0,0 ‰. Dies ist darauf zurückzuführen, dass der Alkoholabbau schneller geschieht als die Alkoholaufnahme. Die gleichzeitige Aufnahme von alkoholhaltigem und alkoholfreiem Bier zeigte eine leichte Abflachung der BAK-Kurve im Vergleich zu Personen, die nur alkoholhaltiges Bier getrunken hatte. Die minimal erhöhten BAK-Werte wurden aber als „forensisch ohne Auswirkung“ eingeschätzt. Die Reaktionsfähigkeit der Probanden war durch das alkoholfreie Bier nicht beeinträchtigt.

## Kritik an irreführender Bezeichnung
Die deutsche Verbraucherorganisation Foodwatch und der österreichische Verein für Konsumenteninformation (VKI) kritisieren die Regelung, dass Getränke mit maximal 0,5 % vol Alkohol als alkoholfrei gelten dürfen und der im Getränk enthaltene Alkoholgehalt erst ab einem Alkoholanteil von 1,2 % vol ausgewiesen werden muss. Sie fordern, dass alle Getränke bis 0,5 % vol Alkohol stattdessen als alkoholarm bezeichnet werden sollen.

## Situation bei Suchtkrankheit
Obwohl der geringe Restalkoholgehalt von alkoholfreien Getränken als physiologisch unbedenklich gilt, wird ehemaligen Alkoholabhängigen weithin dennoch vom Genuss dieser Getränke abgeraten, da es zu Assoziationseffekten mit alkoholischen Getränken und einer Reaktivierung einer psychischen Abhängigkeit kommen kann. In diesem Zusammenhang wird gelegentlich vom „Suchtgedächtnis“ gesprochen, das auch Jahrzehnte nach dem Ausstieg bestehen kann.

## Gesetzliche Definitionen
Der Begriff alkoholfrei wird in manchen Ländern gleich und in manchen Ländern anders definiert.

### Dänemark
Vor 2009 durfte ein alkoholfreies Getränk in Dänemark maximal 0,1 Vol.-% Alkohol besitzen. Seit 2009 wurde die Grenze von alkoholfreien Getränken auf 0,5 Vol.-% Alkohol angehoben.

### Norwegen
Ein alkoholfreies Getränk ist definiert als ein Getränk, welches unter 0,7 Vol.-% Alkohol liegt.

### Schweden
In Schweden ist alkoholfrei definiert als ein Getränk, das nicht mehr als 0,5 Vol.-% Alkohol enthält.

### Italien
Als alkoholfreie Getränke werden in Italien Getränke bezeichnet, die 1,2 Vol.-% Alkohol oder weniger enthalten.

### Niederlande
In den Niederlanden ist die Bezeichnung "alkoholfreies Bier" (alcoholvrij bier) laut Gesetz nur erlaubt für Biere, die nicht mehr als 0,1 Vol.-% Alkohol enthalten.

### Russland
Alkoholfreie Getränke enthalten in Russland im Allgemeinen weniger als 0,5 Vol.-% Alkohol.